# Crésus (groupe)
Crésus est un groupe musical français fondé par Patrick Mirandola et Akim Amara, originaire de Bordeaux.

## Discographie
Avec la participation de Victor Ibanez et Jean-Pierre Mader